# Unie 55+
Unia 55+ (niderl. Unie 55+) – holenderska partia polityczna, działająca w latach 1992–1998 i reprezentująca głównie środowiska emeryckie.

## Historia
Partia powstała 24 lutego 1992, wśród jej założycieli znalazł się Dick Schakelaar, były działacz Partii Pracy. Ugrupowanie swój program polityczny skoncentrowało na hasłach wspierania osób starszych w tym emerytów. W wyborach w 1994 partia otrzymała 0,8% głosów i 1 mandat w Tweede Kamer, który objął jej faktyczny lider Bertus Leerkes. Przed wyborami w 1998 ugrupowanie zawiązało koalicję z inną formacją emerycką AOV. Wspólna lista uzyskała 0,5% głosów i utraciła swoją parlamentarną reprezentację. W tym samym roku na bazie obu partii powstało nowe ugrupowanie emeryckie pod nazwą Ouderenunie, które nie rozwinęło szerszej działalności.